# Саба Хвадагіані
Саба Хвадагіані (груз. საბა ხვადაგიანი, нар. 30 січня 2003, Тбілісі, Грузія) — грузинький футболіст, захисник ізраїльського клубу «Маккабі» (Нетанья) та національної збірної Грузії.

## Ігрова кар'єра

### Клубна
Саба Хвадагіані народився в Тбілісі і є вихованцем футбольної академії столичного «Динамо». З 2020 року футболіст потрапив до заявки першої команди на чемпіонат Грузії. Але першу гру в основі Саба провів 27 лютого 2021 року. В тому ж сезоні влітку захисник дебютував у єврокубках — у кваліфікації Ліги чемпіонів проти азербайджанського «Нефтчі».
Сезон 2022 року став переможним для «Динамо» і Хвадагіані разом з клубом став чемпіоном Грузії. Також у складі «Динамо» захисник двічі вигравав Суперкубок країни.
У січні 2024 року Хвадагіані перейшов до ізраїльського «Маккабі» (Нетанья). Першу гру в новій команді гравець провів 11 лютого 2024 року.

### Збірна
У червні 2023 року у складі молодіжної збірної Грузії Хвадагіані брав участь у молодіжному чемпіонаті Європи.
8 вересня 2021 року в товариському матчі проти команди Болгарії Саба Хвадагіані дебютував у національній збірній Грузії.

## Титули
Динамо (Тбілісі)
 Чемпіон Грузії: 2022
 Переможець Суперкубка Грузії: 2021, 2023